# Maggia (cómic)
Maggia es un sindicato del crimen internacional ficticio que aparece en los cómics estadounidenses publicados por Marvel Comics. La organización existe en el principal universo compartido de Marvel, conocido como Tierra-616, así como en otros Tierras Marvel / Universos. Su estructura es algo similar a la mafia (a la cual casi nunca se hace referencia en las historias de Marvel), pero Maggia se diferencia en que con frecuencia contrata supervillanos y científicos locos para que trabajen para ellos. Algunos de los miembros destacados de Maggia son supervillanos, como Hammerhead, Silvermane, el Conde Nefaria y su hija Madame Máscara. Maggia ha entrado en conflicto con varios superhéroes, incluidos Spider-Man, Daredevil, Los 4 Fantásticos y Los Vengadores.
El creador de cómics Scott Shaw cree que la Maggia se creó para evitar ofender a la mafia de la vida real, ya que algunos distribuidores de cómics tenían vínculos con la mafia en la década de 1960. Desde su debut en los cómics, los Maggia se han adaptado a varios medios, incluidas series de televisión y videojuegos.
Maggia apareció en la segunda temporada de la serie de televisión de Marvel Cinematic Universe, Agent Carter con la sucursal de Los Ángeles dirigida por Joseph Manfredi interpretado por Ken Marino.

## Historial de publicaciones
La Maggia apareció por primera vez en The Avengers # 13 (febrero de 1965) y fue creada por Stan Lee y Don Heck.

## Historia
Maggia es un sindicato de crimen internacional que es la organización más poderosa dedicada al crimen convencional (en contraposición a las actividades subversivas). Originada en el sur de Europa, Maggia se extendió por la Europa no comunista y las Américas. Su presencia en Estados Unidos atrajo atención pública, y el tráfico ilegal de licor de Maggia durante la Época de Prohibición fueron leyenda. Hoy Maggia controla el juego ilegal, la usura y el narcotráfico en Estados Unidos, como varios casinos en Atlantic City, Nueva Jersey y Las Vegas, Nevada. Ha tenido influencia política, hasta controló muchos partidos políticos. Recientemente, Maggia invirtió sus ganancias ilegales en negocios legítimos. Aun así, Maggia impone un estricto código de confidencialidad entre sus miembros, y no duda en castigar traiciones y fracasos con la muerte. A menudo, la Maggia marca uno de sus miembros para la ejecución en el mentón una marca llamada "toque Maggia." Maggia no es una organización monolítica sino que es una coalición de varios grupos prácticamente independientes, conocidos como «familias». Los miembros principales de cada familia son por lo general conectados a través de lazos familiares o conyugales. Maggia también tiene afiliaciones con otros grupos delictivos, como la organización de Morgan en Harlem, Nueva York.
Con el liderazgo horrible de Bruno Karnelli, la pérdida de Silvermane, y el revestimiento de Hammerhead con el Señor Negativo, Maggia es lanzado al caos hasta que Mysterio aparece y usa robots duplicados de los miembros muertos de Maggia. Cuando los Hawkeyes, Kate Bishop y Clint Barton intentaron hacer una diferencia en las vidas de las personas comunes luchando contra el crimen organizado, varias familias criminales de Nueva York, incluida la Maggia, respondieron contra ellos.
Durante la historia del Infinito, se reveló que la familia Nobili es miembro de la Maggia, donde algunos de sus miembros resultaron ser descendientes de algunos Inhumanos.

## Familias conocidas
Muchas familias de Maggia se ubican en el área de la ciudad de Nueva York. Algunas de ellas son:

### Familia Silvermane
Su líder es Silvio «Silvermane/Cabello de Plata» Manfredi, uno de los últimos pandilleros legendarios que llegaron a la notoriedad durante las décadas de 1920 y 1930. Este grupo lleva a cabo sus actividades siguiendo las líneas tradicionales de Maggia, y está muy involucrado con el tráfico de narcóticos. Silvermane usa medios científicos inusuales solo para el objetivo personal de evitar su propia muerte, y no para las actividades de la familia. Aunque Silvermane tiene un hijo, Joseph, también conocido como Blackwing/Ala Negra, su sucesor como jefe de familia probablemente será su rival más antiguo, el principal abogado de Maggia, César "Big C" Cicero. Inicialmente, Silvermane retuvo el control de su organización después de convertirse en un cyborg, pero más recientemente su mala salud, tanto en humanos como en cuerpos de cyborg, lo ha dejado como líder de la figura.
Los siguientes personajes han sido miembros de la familia Silvermane de Maggia:
- Blackie - Puesto desconocido. Apareció por primera vez en The Amazing Spider-Man # 75.
- Cesar Cicero - El abogado de la familia Silvermane.[9] Apareció por primera vez en The Amazing Spider-Man # 73.
- Hombre Montaña Marko - el principal lugarteniente de Silvermane. Apareció por primera vez en The Amazing Spider-Man # 73.
- Rapier - un antiguo amigo y compañero de Silvermane llamado Dominic Tyrone, que buscó venganza después de ser traicionado. Rapier usó un estoque electro-aturdidor como su arma principal. Apareció por primera vez en The Spectacular Spider-Man Annual # 2. Asesinado por el Scourge del Inframundo.

### Familia Hammerhead
Dominada por los tradicionalistas Maggia de mediana edad, esta familia se hizo notoria en circunstancias inusuales. Tal vez en imitación de la familia Nefaria, su líder, conocido como el "Top Man", equipó a su familia con trajes y armamento avanzado. Luego adquirió la propiedad del Edificio Baxter a través de medios cuestionables, pensando que al hacerlo le daría un título legal a la tecnología de los famosos ocupantes del edificio, los Cuatro Fantásticos. Los Cuatro Fantásticos derrotaron y capturaron al "Hombre Superior", sus reclamos de poseer el Edificio Baxter fueron desestimados por los tribunales y, según informes, el "Hombre Superior" fue asesinado por orden de su propia familia. Luego, la familia buscó un nuevo líder que dirigiera las operaciones siguiendo líneas completamente tradicionales, y eligió a un recién llegado conocido solo como Hammerhead, una víctima de amnesia cuya nueva persona despiadada había sido moldeada por su amor por las películas de gánsteres. Hammerhead usa métodos de la Era de la Prohibición, incluidas las guerras de pandillas, aunque usará tecnología avanzada para fines personales, como el exoesqueleto que magnifica su fuerza. A la luz del reciente cambio de lealtad de Hammerhead a Señor Negativo, el estado de su familia Maggia permanece indeterminado.
Los siguientes personajes fueron miembros de la familia de Maggia Hammerhead: 
- Top Man / Gran Jefe - Líder formal de la familia. Apareció por primera vez en Fantastic Four #101 (agosto de 1970). Fue asesinado por un miembro desconocido de su familia.[10]
- Hammerhead / Cabeza de Martillo - Segundo líder de la familia Hammerhead.[11] Apareció por primera vez en The Amazing Spider-Man #113 (octubre de 1972).
- Big Rock - Puesto desconocido. Apareció por primera vez en Fantastic Four #101 (agosto de 1970).
- Blackwing / Ala Negra - Puesto desconocido. Apareció por primera vez en Daredevil #118 (febrero de 1975).
- Anguila / Eel - Empleado una vez. Apareció por primera vez en Power Man and Iron Fist #92 (abril de 1983).[12]
- Gimlet - Puesto desconocido. Apareció por primera vez en Fantastic Four #101 (agosto de 1970).

### Familia Nefaria
Este grupo tiene poco parecido con el resto de Maggia. El último noble italiano, el conde Luchino Nefaria, un genio científico, fue el líder mundial de Maggia más potente hasta su derrota inicial por los Vengadores. Posteriormente se trasladó a su base de operaciones en el área de Nueva York, y luego fue encarcelado en Washington D. C., dentro de una cúpula de fuerza impenetrable y la sostuvo para pedir rescate. Su hija Giulietta, conocida como Whitney Frost, le sucedió y lideró un fallido intento de capturar el armamento avanzado de Tony Stark. Finalmente fue sucedido por un criminal disfrazado, el Merodeador Enmascarado, que exigió el control completo de la ciudad de Nueva York o de lo contrario él detonaría un dispositivo nuclear allí. Después de su captura, la familia aparentemente volvió a estar bajo el control de Whitney Frost, entonces conocida como Madame Máscara. Contrariamente a la práctica estándar de Maggia, la familia Nefaria, compuesta principalmente por hombres menores de 40 años, ha empleado armamento futurista e incluso robots (como los Dreadnoughts), así como agentes superpoderosos disfrazados (Unicornio, Whiplash, Gladiador, etc.), y ha lanzado ataques abiertos contra la sociedad. Su líder siempre se conoce como "Big M". Ahora que tanto el conde Nefaria como Madame Máscara persiguen agendas separadas, no se sabe quién, si es que alguien, dirige actualmente la familia Nefaria.
Los siguientes personajes han sido miembros de la familia Nefaria en Maggia:
- Conde Nefaria / Count Nefaria - Fundador de la familia Nefaria. Apareció por primera vez en Avengers #13 (febrero de 1965)
- Ciclón I / Cyclone - Apareció por primera vez en Amazing Spider-Man #143 (abril de 1975). Asesinado por la Plaga del Inframundo.
- Anguila / Eel (Leopold Stryke) - Exagente.[15] Apareció por primera vez en Strange Tales #112 (septiembre de 1963). Asesinado por el Gladiador.
- Whitney Frost - Jefa de la familia Nefaria. Apareció por primera vez en Tales of Suspense #97 (enero de 1968).
- Gladiador / Gladiator - Exmiembro. Apareció por primera vez en Daredevil #18 (julio de 1966).[16]
- Daniel Lindy - Apareció por primera vez en Spectacular Spider-Man #21 (agosto de 1978).
- Merodeador Enmascarado / The Masked Marauder - Exlíder de la familia Nefaria. Apareció por primera vez en Daredevil #16 (mayo de 1966).
- Plantman / Hombre Planta - El exagente.[15] Apareció por primera vez en Strange Tales #113 (octubre de 1963).
- Porcupine I/ Puercoespín (Alexander Gentry) - El exagente.[15] Apareció por primera vez en Tales to Astonish #48 (octubre de 1963). Murió en la batalla contra Diamondback.
- Espantapájaros / Scarecrow - El exagente.[15] Apareció por primera vez en Tales of Suspense #51 (marzo de 1964).
- Tri-Man: un androide creado por el Merodeador enmascarado que copia las habilidades de tres ladrones de bajo nivel. Apareció por primera vez en Daredevil # 22.[17]
- Unicornio (Milos Masaryk) - El exagente.[15] Apareció por primera vez en Tales of Suspense #56 (agosto 1964).
- Whiplash / Latigazo (Mark Scarlotti) - El ex ejecutor.[18] Apareció por primera vez en Tales of Suspense #97 (enero de 1968).

### Familia Costa
La familia Costa está asociada con la Maggia y fue responsable de la muerte de la familia de Frank Castle, lo que llevó a Castle a convertirse en el Castigador. En un momento, usaron a William "Billy el Bello" Russo (también conocido como Jigsaw) como ejecutor y asesino a sueldo.
- Luis Allegre - Miembro de la Familia Costa. Apareció por primera vez en Marvel Super Action # 1. Asesinado por el Castigador.
- Bruno Costa - Ejecutor de la familia Costa y hermano de Frank Costa. Apareció por primera vez en Marvel Preview # 2. Asesinado por la asesina de Frank Costa, Audrey.
- Byron Hannigan - Miembro de la familia Costa. Apareció por primera vez en Marvel Super Action # 1. Asesinado por el Castigador.
- Leon Kolsky - Miembro de la familia Costa. Apareció por primera vez en Marvel Super Action # 1. Fue asesinado cuando el Castigador lo engañó para que disparara contra un tanque de acuario que contenía un tiburón.
- Matt Skinner - Miembro de la familia Costa. Apareció por primera vez en Marvel Super Action # 1. Asesinado por el Castigador.

### Familia Nobili
La familia Nobili es una familia Maggia que lucha. Resulta que algunos de los miembros de la familia Nobili son descendientes de algunos inhumanos.
Los siguientes miembros se ven en la familia Nobili.
- Gordon "Gordo" Nobili - El patriarca de la familia Nobili. Apareció por primera vez en Thunderbolts (vol. 2) # 14.
- Carmen Nobili - El hijo de Gordon Nobili. Apareció por primera vez en Thunderbolts (vol. 2) # 14. Asesinado durante la lucha contra la familia Paguro, incluso cuando los Thunderbolts interfirieron.
- Joseph Nobili - El hijo de Gordon Nobili. Apareció por primera vez en Thunderbolts (vol. 2) # 14. Asesinado durante la lucha contra la familia Paguro, incluso cuando los Thunderbolts interfirieron.

### Familia Fortunato
La familia Fortunato se opone fuertemente a Wilson Fisk, quien entró en conflicto con Spider-Man.
Los siguientes miembros se ven en la familia Fortunato.
- Don Fortunato - El patriarca de la familia Fortunato. Apareció por primera vez en Spider-Man # 70.
- Jimmy-6 (Giacomo Fortunato) - El hijo de Don Fortunato y su principal ejecutor. Apareció por primera vez en Spider-Man # 70.
- Angelo Fortunato: el hijo más joven de Don Fortunato, quien se convirtió brevemente en el anfitrión de Venom. Apareció por primera vez en Marvel Knights: Spider-Man # 7. Asesinado cuando huyó de una batalla con Spider-Man y fue abandonado por el simbionte Venom.

### Otros miembros de Maggia
Los siguientes miembros no entran en la categoría de las otras cinco familias de Maggia:
- Bobby Peculo - Apareció por primera vez en Punisher: No Escape # 1. Asesinado por el Castigador.
- Bushmaster / Boa Constrictor (John McIver) - Primero apareció en Iron Fist # 15. Fue asesinado cuando el proceso que le dio a Luke Cage sus poderes resultó ser demasiado para él.
- Ciclón / Cyclone (Pierre Fresson) - Sirvió como orador para las ramas europeas de la Maggia. Apareció por primera vez en Thunderbolts # 3.
- Eli Rumsford - Enforcer. Apareció por primera vez en Spectacular Spider-Man #54 (mayo de 1981)
- Gideon Mace - apareció por primera vez en Heroes for Hire # 3.
- Goldbug / Bicho Dorado - Empleado de una sola vez. Apareció por primera vez en Power Man # 41.
- Grim Reaper / Segador: apareció por primera vez en Avengers # 52.
- Guido Carboni - Jefe del crimen. Apareció por primera vez en Marvel Spotlight # 20, donde fue representado como un gran jefe del crimen que realizó operaciones en toda Nueva York. Una noche, un ladrón de gatos llamado Monty Walsh intentó robarlo, pero Guido y sus hombres le dispararon y lo mataron mientras intentaba escapar. Sin que Guido y sus hombres lo supieran, Monty fue salvado por Uni-Power y se convirtió en Capitán Universo. Guido encontró que sus operaciones se desmoronaban debido al uso del poder por parte de Monty. Guido finalmente fue confrontado por Monty, quien planeó matarlo y luego usar el poder para sus propias necesidades egoístas; desafortunadamente para Monty, el Uni-Power lo dejó debido a esto y Guido fue arrestado por la policía, delirando sobre cómo un cadáver tenía superpoderes.
- Harry Dumont - Apareció por primera vez en Spectacular Spider-Man #54 (mayo de 1981).
- Mind-Master / Mente Maestra - Ruffio Costa es un señor del crimen que una vez secuestró al hijo de Robert Mallory, Keith. Apareció por primera vez en Daredevil Annual # 4.
- Mysterio (Quentin Beck) - Apareció por primera vez en The Amazing Spider-Man # 13.
- Nautilus : un ejecutor de Chicago. Apareció por primera vez en Spider-Man Unlimited # 6.
- Photon (Jason Dean): apareció por primera vez en una historia cruzada en Nova # 12 y Amazing Spider-Man # 171. Fue responsable de asesinar al tío de Nova Ralph Rider.
- Razorwind / Viento Oscuro : un ejecutor de Chicago. Apareció por primera vez en Spider-Man Unlimited # 6.
- Shigeru Ichihara - Un miembro de Maggia que manejó todas las actividades de Maggia en la Cuenca del Pacífico. Apareció por primera vez en Avengers (vol. 3) # 31.
- Simon Marshall - Químico de Maggia. Apareció por primera vez en Cloak and Dagger #1
- Smuggler I / Contrabandista - Apareció por primera vez en Avengers #21 (octubre de 1965).
- T.B. Smithson : miembro de Maggia que controla todas las actividades de Maggia en Texas. Apareció por primera vez en Avengers (vol. 3) # 31.
- Tapping Tommy : apareció por primera vez en Defenders # 30.
- Trapster / Trampero (Peter Petruski) - Apareció por primera vez en Fantastic Four # 38. Fue miembro de Maggia en la Cosa # 4.
- Vic Slaughter - Asesino. Apareció por primera vez en Morbius the Living Vampire # 6.
- Vincent Mangaro - Un jefe del crimen que estableció una operación de tráfico de drogas en Nueva York. Apareció por primera vez en Punisher: No Escape # 1. Asesinado por el Castigador.

## Competidores y aliados
Varios criminales han tratado de unificar los grupos delictivos independientes de América de la Costa Este con el fin de competir con la dominación de Maggia de la delincuencia organizada. Otras organizaciones criminales menores pueden, de hecho cooperar y trabajar para Maggia, pagar los impuestos de la calle, o gestionar para operar bajo el radar de Maggia. El competidor más exitoso de Maggia ha sido Kingpin, que en su mejor momento era más poderoso que todas las familias Maggia combinadas. Como se señaló anteriormente, los principales dirigentes de las tres principales familias de Maggia, en mayor o menor medida, ya no están en posiciones de liderazgo ideal. Con Kingpin actualmente exiliado de los EE. UU. a raíz de arcos de la historia de Daredevil, la posibilidad de un vacío de poder es enorme, y el escenario está preparado para una guerra de bandas entre todas y todos los rivales.
Aunque la organización Maggia es, en su mayor parte, de forma análoga en el Universo Marvel como en la vida real italiana y la mafia italo-americana o la Cosa Nostra, no existe en el Universo Marvel otras familias del crimen italiano que se parecen más real que la Cosa Nostra o mafia. Algunas de estas familias y organizaciones se han denominado "la mafia" en los cómics recientes, pero se desconoce si estas familias en última instancia, operan bajo la organización de Marvel Maggia o son parte de una organización particular más realista de la Cosa Nostra en el Universo Marvel. Como la mayoría de estas organizaciones operan a nivel de la calle de la tripulación con sede y especializado en crimen organizado tradicionales en lugar de la delincuencia organizada super-potencial, es posible que no estén conectados a la más poderosa Maggia. Ejemplos de estas organizaciones incluyen:
- La familia del crimen Costa, que en un momento utilizan a Billy "el Guapo" Russo (también conocido como Jigsaw) como un matón y asesino a sueldo.
- La familia del crimen Pazzo.
- La familia del crimen Roman.
- La familia del crimen Gnucci (conocido por el famoso Gnucci Ma).
- La familia del crimen Angelone.

## Otras versiones

### House of M
En la realidad de House of M, Maggia es una organización criminal dirigida por el conde Nefaria. Los Maggia fueron aniquilados por los Centinelas de Magneto por conspirar contra él.

## En otros medios

### Televisión
- En el episodio de Iron Man "Beauty Knows No Pain", Madame Máscara menciona sus conexiones con Maggia cuando ella y sus secuaces buscaban el Sepulcro de oro de Isis.[21]
- La Maggia aparece en Iron Man: Armored Adventures. El Maggia es liderado por el Conde Nefaria y rivales del Tong (liderado por el Mandarín). Los operarios de Maggia de bajo nivel usan trajes y máscaras blancas. La Maggia aparece por primera vez en "Secrets and Lies" cuando Nefaria ordena a Unicornio y Killer Shrike que secuestren a Gene Khan para presionar a Tong. En última instancia, Gene como el mandarín los lleva cautivos antes de que la policía pueda encontrarlo.[22] En "Meltdown", el matón Arthur Parks se convierte en el Láser Viviente mientras roba tecnología experimental de Stark International. En "Pepper Interrupted", el conde Nefaria accede a una conversación con el Mandarin donde le da a Unicorn y Killer Shrike. Él y su guardaespaldas, el Caballero Negro, son arrestados después de una batalla a tres bandas de Maggia, Tong y Iron Man. En "Armor Wars", el conde Nefaria y sus secuaces roban un banco cuando los miembros de la Guardia, Force y Shockwave. Apareció el Conde Nefaria logró derribar a Force y Shockwave, pero fue derrotado por Iron Man mientras que los matones Maggia restantes fueron derribados por Force y Shockwave. Más tarde, Pepper le reveló a Tony al entrar en la base de datos del FBI que Force y Shockwave trabajaban para la Maggia antes de ser equipados con la armadura de la Guardia por Obadiah Stane, lo que significaba para Tony que Force y Shockwave habían organizado el robo de un banco todo el tiempo un comentario anterior del Conde Nefaria, le dieron datos falsos sobre el banco que contiene hardware valioso). En el episodio "Titanio contra hierro", se revela que S.H.I.E.L.D. sospecha que Justin Hammer está cometiendo actividades ilegales con uno de ellos vendiendo su tecnología a Maggia.
- La Maggia fue mencionada en The Avengers: Earth's Mightiest Heroes en el episodio "Todo es maravilloso". A.I.M. estuvo en un acuerdo de armas con Maggia hasta que fue interrumpido por Thor y Avispa.
- La Maggia aparece en la segunda temporada de Agent Carter.[23] Una rama de Los Ángeles de Maggia en la década de 1940 está dirigida por Joseph Manfredi, exnovio de Agnes Culley (bajo su nombre artístico de Whitney Frost) y un viejo conocido de Howard Stark. La rama de Maggia de Joseph Manfredi fue reclutada por Whitney Frost para ayudarla en sus experimentos con la Materia Cero.
- La Maggia fue mencionada en la tercera temporada de Daredevil episodio,"Arriba / Abajo". Se enumeran en una hoja de papel en el coche de Karen Page.

### Videojuegos
- En el videojuego de 2008 Iron-Man, Maggia es una empresa de fabricación de armas en el contrato con Industrias Stark. Cuando Tony Stark anuncia que su compañía dejará de producir armas, Maggia ataca su edificio y roba un helicóptero que Stark destruye en su traje de Iron Man Mark II. Luego viaja a Afganistán, donde Maggia ha estado trabajando con los Diez Anillos y les suministra armas. A continuación, paraliza la capacidad de producción de Maggia, golpea su principal compuesto, y se destruye su aeronave obligando a la empresa a la bancarrota.[24][25] En un artículo para IGN, Jeffrey Tseng, el director del juego para el juego Iron Man, explicó que la adaptación del guion de la película a un juego era la oportunidad perfecta para insertar personajes y grupos de la historia de Iron Man para completar el juego. Declaró "... estábamos buscando en la historia de Iron Man para encontrar personajes y grupos que resonaran con fanáticos dedicados. Maggia, Advanced Idea Mechanics, Titanium Man y otros personajes del juego provienen de esta extensa investigación".[26]
- La Maggia también ocupa un lugar destacado en el juego de Facebook Marvel: Avengers Alliance.[27] Tienen un capítulo entero dedicado a ellos, que culmina en una batalla de jefes con Boomerang, Hammerhead, Hydro-Man, Madame Masque y Sandman. Los soldados de pie de Maggia consisten en Maggia Assassins, Maggia Bodyguards, Maggia Captains, Maggia Duelists, Maggia Grunts, Maggia Gunmen, Maggia Henchmen, Maggia Hitmen y Maggia Thugs.
- La Maggia aparece en Marvel Heroes.[28]
- La Maggia aparece en el DLC de Spider-Man. Don Fortunato, Caesar Cicero, Don Macchio y Hammerhead son algunos de los miembros conocidos de Maggia que mencionó J. Jonah Jameson en su podcast "Just the Facts with JJJ". En "The Heist", los arrestos de Kingpin y Mister Negativo causaron un vacío de poder que cada una de las familias Maggia quiere reclamar. En una de estas peleas, la familia Hammerhead apuntó a un retrato llamada Maria que contenía un flash driver robado por Black Cat. Se mencionó que los Ciceros tienen un frente en Waverly mientras que Black Cat les roba un disco de datos. Luego ella roba un disco de datos que estaba oculto en un libro. Mary Jane Watson descubrió que las cuatro unidades de datos tienen una base de datos contable conjunta para mantener la paz entre las familias Maggia. Después de que Black Cat roba la unidad de datos final, Spider-Man escucha una llamada telefónica entre Hammerhead y uno de sus matones que indica que hay un rastreador en la unidad. Hammerhead da órdenes a sus hombres para que encuentren a Black Cat y la maten.